# Reserva de la Biosfera de la Mariposa Monarca

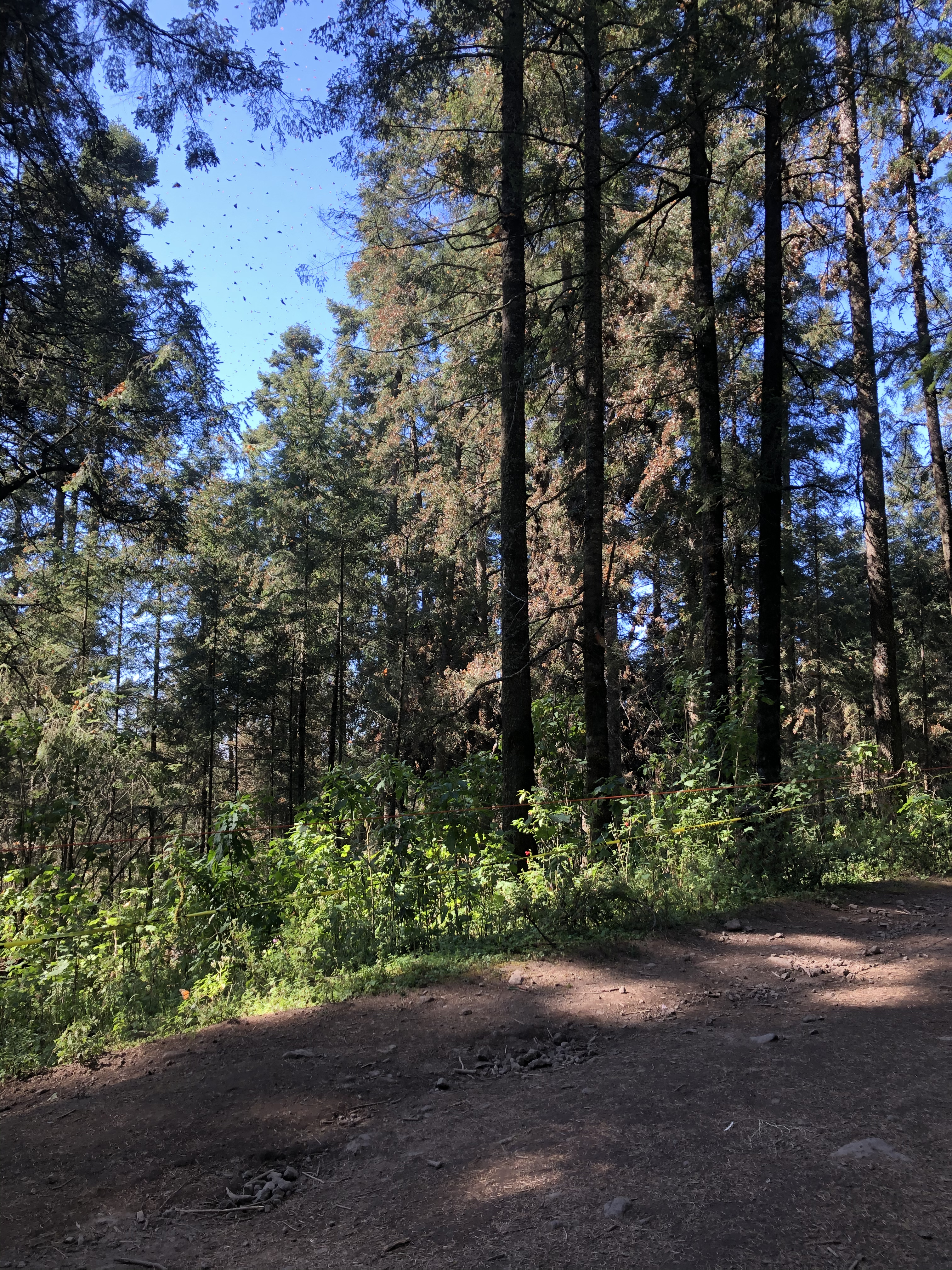
Fotografía del sendero interior de la Reserva de la Biosfera y Santuario de la Mariposa Monarca.

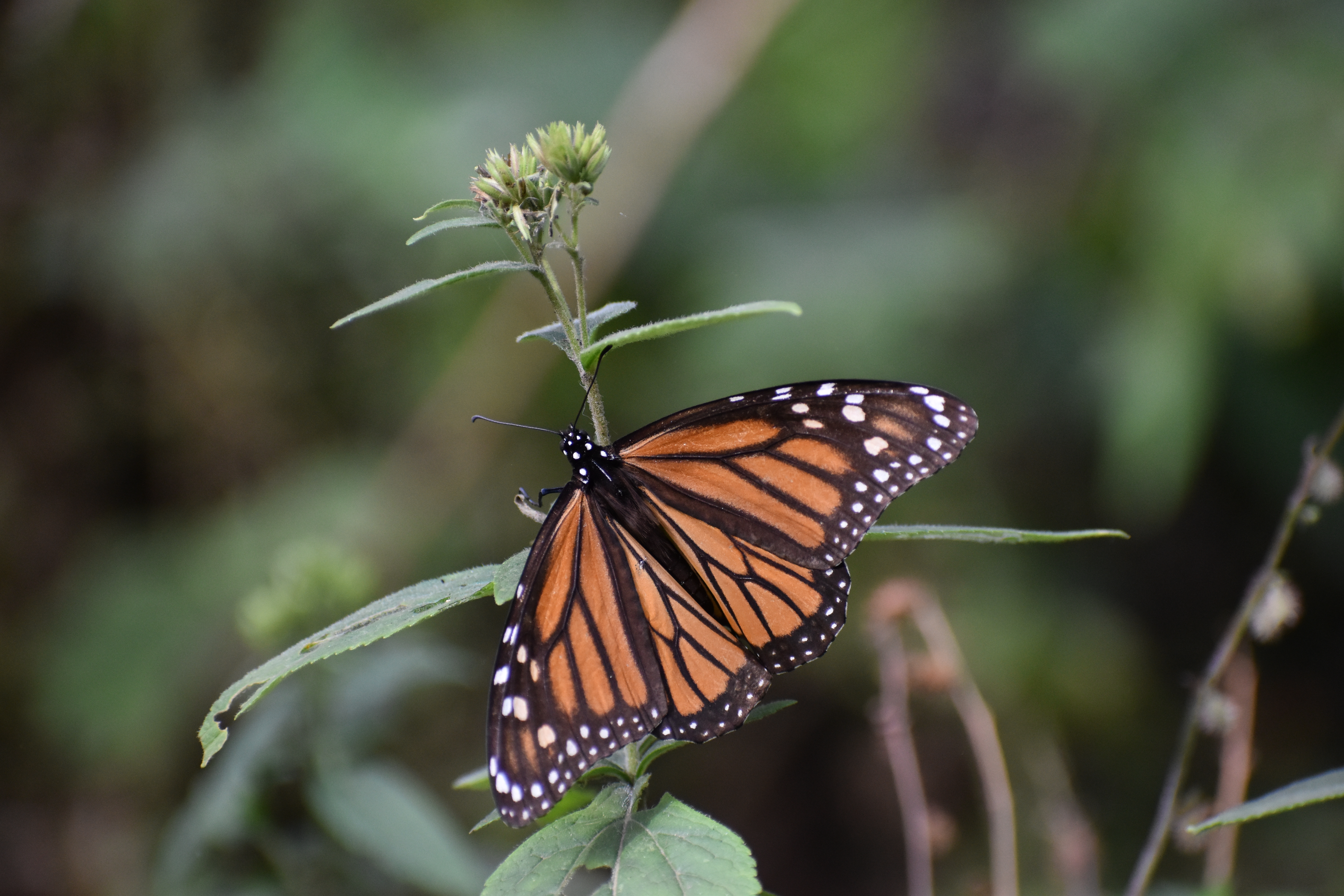
Mariposa Monarca en el Santuario de El Rosario, Michoacán.

La Reserva de la Biosfera de la Mariposa Monarca está localizada en la parte este del estado de Michoacán  y parte del oeste del Estado de México en la zona central. La reserva fue creada para proteger el entorno natural y hábitat de la mariposa monarca teniendo una superficie total de 57.259 hectáreas según la UNESCO. Debido a que los bosques de oyamel (Abies religiosa, un abeto nativo de las montañas centrales y del sur de México) son los únicos tipos de ecosistemas que pueden albergar a las mariposas monarcas (Danaus plexippus) después de sus migraciones anuales desde Estados Unidos y Canadá. Fue declarada Patrimonio de la Humanidad por la UNESCO en 2008.Además, es la zona de migración, invernación y reproducción de la mariposa Monarca, uno de los ejemplares más interesante de su especie por su particular ciclo de vida y por las características de su metabolismo para protegerse contra sus depredadores. Fue reconocida por la Organización de las Naciones Unidas para la Educación, la Ciencia y la Cultura (UNESCO) como un Bien de Patrimonio Mundial Natural, ya que protege sitios clave de hibernación de la mariposa Monarca.
En el invierno del 2007 y 2009, había doce importantes colonias o santuarios de las mariposas monarcas que revoloteaban cubriendo un total de 4.75 hectáreas en México, igual que el invierno anterior y cinco más que las existentes en el invierno del 2004 y 2005.
| Institución que Administra        | CONANP                                   |
| Fecha de Decreto:                 | 10/11/2000                               |
| Fecha de Modificación de Decreto: | 03/11/2009                               |
| Fecha de Recategorización:        | 07/06/2000                               |
| Programa de Manejo:               | Resumen DOF 30/04/2001 / Versión Extensa |

## Geografía
Ocho de las doce colonias están inscritas en la reserva de la Biosfera. Cuatro de esas ocho están abiertas al público, las cuales son:
- Sierra Chincua, cerca de las ciudades de Senguio, Tlalpujahua y Angangueo en Michoacán.
- La Mesa, cerca de San José del Rincón en el estado de México.
- El Capulín, cerca de Donato Guerra y San Juan Xoconusco en el estado de México
- El Rosario, en el municipio de Ocampo en Michoacán.

Las ocho colonias restantes están situadas cerca de San José Villa de Allende e Ixtapan del Oro no están abiertas al público al haber peligro de daño a las colonias de mariposas.

## Historia
La reserva fue establecida en 1980 bajo la presidencia de José López Portillo. En años posteriores fue delegada a la Secretaría de Desarrollo Urbano y nombrada con la categoría de «reserva especial de la biosfera». En 1986 el área y sus límites fueron formalmente definidos. En 2000 recibió su nombre actual. La UNESCO declaró la biosfera como Patrimonio de la Humanidad en 2008 como Bien Natural.
Durante el invierno de 2008-2009 etiquetaron a una gran parte de las mariposas con trazas autoadhesivas muy ligeras para no dificultar el vuelo de las mismas. El propósito de este etiquetado es determinar la ruta exacta de las mariposas en su vuelo hacia el norte atravesando Estados Unidos y Canadá.
Mientras la reserva tiene todavía problemas de infraestructura, destacando la basura en las zonas comerciales y de aparcamiento, se ha trabajado para subsanar estas deficiencias destacando el santuario de EL Rosario. Estas nuevas infraestructuras comprenden sendas para peatones bien definidas con patrullas de seguridad.

## Biodiversidad
De acuerdo al Sistema Nacional de Información sobre Biodiversidad de la Comisión Nacional para el Conocimiento y Uso de la Biodiversidad (CONABIO) en la Reserva de la Biosfera Mariposa Monarca habitan más de 1540 especies de plantas y animales de las cuales 61 se encuentra dentro de alguna categoría de riesgo de la Norma Oficial Mexicana NOM-059 y 61 son exóticas.
Tipo de vegetación: bosque de coníferas, bosque de encino, vegetación inducida.
Fauna: lince (Lynx rufus), coyote (Canis latrans), zorrillo listado del sur (Mephitis macroura), venado cola blanca (Odocoileus virginianus)
Especies representativas:
Flora: pino ortiguillo (Pinus pseudostrobus), pino de las alturas (Pinus hartwegii), pino colorado, teocote (Pinus teocote), pino amarillo (Pinus oocarpa), encino, encino jarrillo (Quercus laurina), aile (Alnus jorullensis), sauce (Salix paradoxa), capulín (Prunus sp.), pino lacio, pino real, ocote (Pinus devoniana).
Especies endémicas:
Ageratina oligocephala (Ageratina oligocephala), colibrí berilo (Amazilia berillyna), siredon de Toluca (Ambystoma rivularis), rascador cejas verdes (Arremon virenticeps), rascador gorra canela (Atlapetes pileatus), Zumbador Mexicano (Atthis heloisa), escobilla (Baccharis multiflora), Tepozán Cimarrón (Buddleja parviflora), matraca serrana (Campylorhynchus gularis), matraca barrada (Campylorhynchus megalopterus), culebra mexicana dos líneas, culebra terrestre dos líneas (Conopsis biserialis), chipe rojo (Cardellina rubra), zorzal mexicano (Catharus occidentalis), Yaga-yana (Comarostaphylis discolor), rana ladradora de Smith (Craugastor hobartsmithi), musaraña orejillas de goldman (Cryptotis goldmani), codorniz coluda transvolcánica (Dendrortyx macroura), coyamol (Echeandia flavescens), mapache de las islas Marías (Procyon lotor insularis), flor de güegüeche (Gentiana spathacea), rana de árbol de montaña (Hyla eximia), rana de árbol plegada o surcada (Hyla plicata), calandria flancos negros (Icterus abeillei), cuatolotlanenzi (Iostephane heterophylla), enebro azul (Juniperus monticola), Trepatroncos Mexicano (Lepidocolaptes leucogaster), rana neovolcanica (Lithobates neovolcanicus), mulato azul (Melanotis caerulescens), momoto corona canela (Momotus mexicanus), rata cambalachera, rata cambalachera diminuta, rata montera (Nelsonia neotomodon), chipe cejas blancas (Oreothlypis superciliosa), Zacatonero Serrano (Oriturus superciliosus), codorniz barrada (Philortyx fasciatus), pino piñonero (Pinus cembroides), pino blanco (Pinus martinezii), piranga cabeza roja (Piranga erythrocephala), Tlaconete Pinto (Pseudoeurycea belli), Tlaconete Cola Larga (Pseudoeurycea longicauda), rana de Moctezuma (Rana montezumae), rana manchada (Rana spectabilis), culebra acotera, culebra café coronada, culebra de collar, hojarasquera corona (Rhadinaea laureata), mirlo azteca (Ridgwayia pinicola), hediondilla (Roldana lineolata), culebra chata de Baird, culebra parchada de Baird, culebra rayada (Salvadora bairdi), lagartija escamosa barrada, lagartija espinosa de collar (Sceloporus torquatus), culebra parda mexicana (Storeria storerioides), vencejo Nuca Blanca (Streptoprocne semicollaris), culebra listonada de montaña cola larga (Thamnophis scalaris), salta pared feliz (Thryothorus felix), tilia mexicana (Tilia longipes), Saltapared cola larga (Tryomanes bewickii), mirlo dorso canela (Turdus rufopalliatus), Vireón alerquín (VireolanIus melitophrys), mosquero del balsas (Xenotriccus mexicanus), abeto (Abies religiosa), Serpiente coralillo del occidente mexicano (Micrurus distans), (Psacalium megaphyllum), (Quercus martinezii), culebra café de pino encino (Rhadinaea taeniata), lirio (Rhynchostele cervantesii), (Sedum minimum), (Senecio stoechadiformis), (Senecio toluccanus), chayotito (Sicyos deppei), memelilla (Verbesina oncophora).

## Violencia y actividades criminales en el área
En un estudio realizado por González-Duarte, se argumenta que la conversión de este sitio en Reserva de la Biosfera está relacionada al incremento en los niveles de violencia y actividades criminales en el área. Esto se debe principalmente a que la conversión de los bosques de manejo comunitario pasó a ser (o lo que se supone que debería ser) una reserva sin actividades humanas cercanas para evitar perturbaciones al ecosistema. Sin embargo, esto ha facilitado el incremento de la violencia, crimen organizado y otras actividades ilícitas.
Como parte de la reforma agraria posterior a la Revolución Mexicana (1910), se otorgaron derechos de uso comunitario sobre las tierras a las comunidades mestizas en forma de “ejidos” y a las comunidades indígenas en forma de “comunidades”. Los beneficiarios entonces establecieron sistemas de manejo del suelo centradas en actividades como el uso comunitario de los bosques y el establecimiento de cultivos agrícolas de manera sostenibles. Sin embargo, en 1976 la migración de las mariposas monarcas adquirió una notoriedad internacional gracias a los trabajos realizados durante décadas sobre la ruta migratoria de las mariposas monarcas. En 1980, con la creación de la Reserva de la Mariposa Monarca, se prohibió toda entrada de personas en toda el área de la reserva durante la temporada de migración de las mariposas monarca. Estas restricciones encontraron con una resistencia por parte de los locales, quienes perdieron control sobre sus medios de subsistencia ocasionando efectos negativos en aspectos económicos, ambientales y sociales de la comunidad.

## Tala ilegal
La tala ilegal en la Reserva de la Biósfera Mariposa Monarca se refiere al “corte y extracción de recursos forestales sin la autorización de la SEMARNAT" realizado en el bosque de la mariposa monarca, ubicado en el Estado de México y Michoacán, constituyéndola como una violación a la LGDFS y como un delito federal acreedor de denuncia ante las autoridades competentes, ya sean ambientales, como la PROFEPA, o de seguridad, como la Guardia Nacional, la SEDENA o la SEMAR.
Además de la tala ilegal, existen otros factores que impactan a los recursos forestales de este bosque, como lo son los incendios, los procesos de cambio de uso de suelo, la presión por desarrollo humano, las plagas, las enfermedades, así como también aspectos culturales, económicos y sociales de los habitantes adyacentes.

## Situación
Desde finales de los años setenta, las estimaciones de deforestación en México han ido desde 75 000 hasta casi dos millones de hectáreas por año, mientras que las estimaciones de la FAO han ido desde 350 000 hasta 650 000 hectáreas por año.

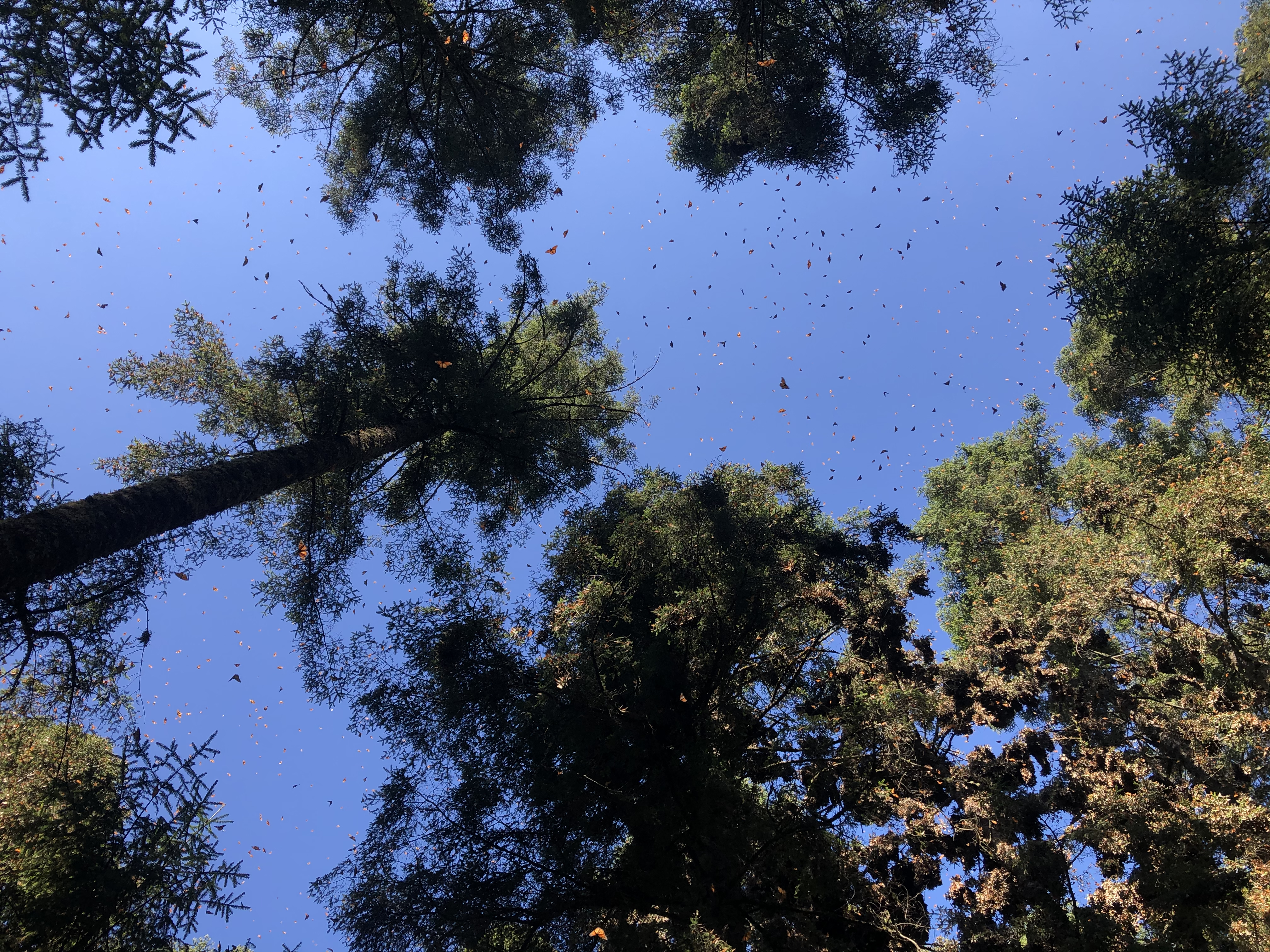
Fotografía del vuelo de la mariposa monarca en el santuario y reserva natural.

La tala ilegal en México se refiere a la deforestación prohibida por la LGDFS. Esta ley establece que el uso de la madera, y las medidas y mecanismos reguladores que se implementaron deben ser consistentes entre sí. De igual manera, se delega a la PROFEPA como el principal organismo encargado de la prevención de infracciones administrativas de orden forestal, así como de salvaguardar y patrullar los ecosistemas y los recursos forestales.
Es por ello por lo que una infracción al aprovechamiento sustentable de los recursos forestales, como lo es la tala clandestina, es considerada un importante crimen ambiental y una actividad ilegal contra los ecosistemas forestales que incluye acciones como la destrucción de los bosques en contravención de la ley. En el contexto de la deforestación en México, la tala ilegal es considerada el segundo factor de mayor importancia, pues aporta el 8 % de la deforestación anual.
En el caso de la RBMM, los bienes y servicios ecosistémicos que provisiona esta Área Natural Protegida (ANP), como lo son la flora, la fauna, la energía, el alimento, la protección contra la erosión o los recursos acuáticos, están siendo amenazados. Las familias que viven cerca o incluso dentro de este tipo de reservas, que por lo regular son poseedoras del recurso maderable, aprovechan los bosques sin autorización y sabiendo que cometen un delito, pues encuentran en la explotación clandestina de recursos forestales una fuente de ingresos, que en muchas ocasiones es el único sustento familiar que pueden considerar estos hogares, ya que experimentan un alto nivel de pobreza extrema y marginación. No obstante, esta es la principal causa generadora de la tala ilegal a pequeña escala. Los árboles que estos habitantes locales llevan a pie hasta los aserraderos aledaños al área forestal son vendidos a precios más bajos que la demanda del mercado, situación que aprovechan los operadores de dichos aserraderos para tornarse los principales beneficiarios de esta actividad.
En cambio, la tala ilegal a mayor escala se realiza por delincuencia organizada, principalmente en los Estados de Michoacán, Hidalgo, Puebla y Morelos, alcanzando altos ingresos del gran valor que pueden llegar a tener los productos forestales.

## Acciones implementadas para combatir la tala clandestina en la RBMM

### Programa Intensivo y Permanente de Combate a la Tala Clandestina en la RBMM
Para esta ANP, la PROFEPA implementó el Programa Intensivo y Permanente de Combate a la Tala Clandestina en la Reserva de la Biosfera Mariposa Monarca, alineado al manejo de cada uno de los componentes bióticos y abióticos del área, en el que se desarrollan acciones de inspección y vigilancia para inhibir, detectar y combatir los ilícitos forestales, con el objetivo de asegurar la conservación de los recursos naturales y contribuir a la preservación del hábitat de la mariposa.
De 2009 a 2011, en promedio, en cada mes fue implementado un recorrido de inspección y vigilancia forestal dentro de la RBMM, en el que se incluían la inspección de las instalaciones de almacenamiento y transformación de materias primas forestales, y la inspección a predios con programas de manejo y filtros de revisión al transporte de materias primas forestales. Estos recorridos permitieron la identificación de problemas y la verificación de la información obtenida en las cartas geográficas, ortofotos y los datos recopilados en el campo. En este proceso fueron utilizadas desde cámaras digitales, fotográficas, medidores de altitud y brújulas, hasta sistemas de GPS para recopilar los datos anteriores, en el que se registraron 493 especies de plantas vasculares y 198 especies de vertebrados, de los cuales 132 eran aves y 56 mamíferos, y 49 especies de hongos. Además, durante este periodo, el programa implementado por la PROFEPA contribuyó en la identificación de las condiciones ambientales y ecológicas, así como el estado de los recursos naturales.
Para limitar y condicionar los recorridos de inspección y vigilancia en esta reserva, se establecieron seis filtros permanentes como puntos de control, situados cada uno en Laguna Verde, Cerro El Chivato, Salitrillo, el Lindero, Emiliano Zapata y el Cerro Cacique. El resultado obtenido fue una reducción registrada de la tala ilegal en 32 unidades agrícolas (cada unidad es igual al tamaño de la propiedad de una vivienda).
También, entre 2009 y 2012, cada mes fueron llevados a cabo 14 sobrevuelos observacionales en el área como apoyo a los grupos de inspección y vigilancia. Además, se realizaron 110 inspecciones en los Centros de Almacenamiento y Transformación de Materias Primas, Productos y Subproductos Forestales y ejidos con programas de manejo para el aprovechamiento de producto forestal maderable y tierras comunales. Asimismo, se desarrolló una calendarización de todas las fiestas religiosas en la región para que no se superpusiesen, pues al estar cerca una de otra, se ha observado un incremento en la tala clandestina. También se programaron inspección de acuerdo con el calendario lunar, ya que los talamontes aprovechan el aumento de la luz en la noche durante la luna llena para talar clandestinamente en áreas remotas que de otra manera serían de difícil acceso y operación.
Con la información recopilada por este programa, se pudieron establecer cuestiones como la efectividad de las medidas de inspección y vigilancia, las metas a corto, mediano y largo plazo para el control de las zonas con altos índices de tala, y el establecimiento de tres áreas problemáticas en curso: la tala clandestina, la frontera agrícola descontrolada y la sobreexplotación forestal.

### Programa Cero Tolerancia a la Tala Clandestina
Otro programa implementado por la SEMARNAT para la protección de la RBMM, a través de la PROFEPA, es el Programa Cero Tolerancia a la Tala Clandestina, el cual se basa en un sistema de vigilancia permanente, con la incorporación de la participación local por medio de la constitución de comités de vigilancia, que a su vez también permite construir relaciones de confianza entre la procuraduría y las comunidades de la reserva. Este método redujo la actividad ilícita de 243 hectáreas deforestadas en 2007 a 0.4 hectáreas en agosto de 2011. Es de recalcar que el éxito que tuvo este esquema es tal que fue replicado en otras áreas de prioridad ambiental, como el Pico de Orizaba, la Malinche, el Izta- Popo, el Valle de Bravo y el corredor biológico Chichinautzin.

### Comités de Vigilancia Ambiental Participativa
Está demostrado que la población local se encuentra más motivada a involucrarse en la protección de los recursos naturales de la RBMM cuando se implementa una adecuada participación social a través de programas aplicados por la PROFEPA en la región, en lugar de solo imponer medidas punitivas que hagan caso omiso de los habitantes. Es por ello por lo que la instauración de Comités de Vigilancia Ambiental Participativa con los habitantes de la región incentiva el cuidado y la concientización en la RBMM, siendo estos el vínculo entre la sociedad y la autoridad.
En la actualidad, todavía se presentan problemas de tala ilegal en la RBMM, pero lo que se pretende para esta ANP es conservar el nivel más bajo de talado o, incluso, abolirla, a través de acciones coordinadas de la autoridad, la sociedad, los gobiernos municipales, estatales y federales, y los Comités de Vigilancia Ambiental Participativa.

## Importancia ambiental
Los bosques de las Monarca son parte de los ecosistemas templados de México y en ellos predominan las masas forestales de pino, pino-encino y oyamel, siendo estos últimos los que proporcionan las características microclimáticas adecuadas para las mariposas migratorias y donde establecen sus colonias de hibernación.
Los bosques donde hiberna la Mariposa Monarca favorecen la captación hídrica que provee de agua a las poblaciones de la región e incluso a las ciudades de México y Toluca, son el asiento de diversas culturas indígenas, proveen servicios ambientales globales, fijan carbono, contribuyen con el crecimiento local y nacional y satisfacen necesidades tanto recreativas como espirituales.